# Tegneprogram
Et tegneprogram er et computerprogram, hvormed man kan skabe eller ændre billeder. Programmerne kan groft deles i to grupper: Programmer der arbejder med pixels, dvs. de farvede punkter som mange billeder er opbygget af, og de objektorienterede (også kaldet vektor-baserede tegneprogrammer), hvor der arbejdes med objekter, som kan være en streg, en kurve, en simpel figur, et bogstav, et farveforløb eller lignende. Flere programmer kan kombinere pixels med objekter. 

## Pixelbaserede billeder
De pixelbaserede programmer arbejder med billeder som en bitmap, dvs. en matrix af billedelementer (pixels), der hver kan antage fra en ud af to op til mange millioner forskellige farver. Farverne kan enten vælges ud fra en begrænset palet af farver (det sparer plads, idet hver pixel kun skal have et indeks til den pågældende farve i paletten) eller hver pixel kan have en værdi for hver primærfarve, eller blot en værdi mellem hvid og sort. Primærfarverne kan være additive (rød, grøn og blå) eller subtraktive (cyan, magenta, gul og sort). Andre farvesystemer kan også anvendes. Hvis farvesystemet ikke er additivt, skal programmet konvertere farverne, inden de vises på computerens skærm. Det er meget almindeligt at benytte 8 bit til hver farve, men også billeder med en større farvedybde (flere bit pr. farve) kan behandles. 
Farverne kan påføres med forskellige redskaber, ofte kaldet pensler/brushes. Desuden kan der skabes farveforløb eller større ensfarvede områder afgrænset af en bestemt farve, skrives tekster, lige som billeder kan beskæres og forstørres eller formindskes. Når man forstørrer et billede, kan det dog været et problem, at de enkelte pixels bliver forstørret og giver synlige savtakker (jaggies).  

## Objekter
De objektbaserede tegneprogrammer arbejder med ”vektorer”, hvilket i denne forbindelse afviger fra det matematiske begreb en vektor. Et objekt kan være meget enkelt, som f.eks. en streg, og har et startpunkt og et slutpunkt, dertil en tykkelse og en farve. Objekter kan have mange former: kurver, polygoner, ellipser, enkle eller komplicerede farveforløb og tekster. Nogle programmer kan efterligne strøg fra forskellige tegneredskaber, f.eks. en streg med varierende tykkelse og ujævn begyndelse og afslutning som fra en halvtør pensel. Objekter kan kombineres, enten som en sammenføjning eller ét objekt kan benyttes til at skære et hul i et andet objekt. Lukkede objekter kan fyldes med farve. På den måde kan ganske komplekse billeder opbygges. 
Objekter har to store fordele. Tegningerne bliver ikke savtakkede, hvis man forstørrer dem, hvilket er tilfældet med pixelbaserede tegninger. Og det er meget let at ændre i en tegning ved at fjerne, tilføje, flytte eller ændre størrelsen på et objekt, uden at det nødvendigvis har de store konsekvenser for de øvrige objekter i tegningen.
En særlig gruppe af tegneprogrammer er beregnet til at lave diagrammer med. Det kan være organisationsdiagrammer, elektriske diagrammer, procesdiagrammer, kemiske eller fysiske opstillinger, it-systemer osv. 

## Kombinationer
Programmer, der kan kombinere objekter med bitmaps, adskiller ofte de to ting i forskellige lag. I nogle tilfælde kan en bitmap benyttes som fyld i et objekt. Det er også muligt at indlæse en bitmapfil og konvertere den til et eller flere objekter med indstillelig detaljeringsgrad.
Tegneprogrammer har gerne et eget, proprietært filformat, der sørger for, at detaljer ikke går tabt. Desuden kan de gemme billedfiler i andre filformater, der uden videre kan benyttes på World Wide Web, i tekstbehandling eller i desktop publishing.

## Lag
De fleste tegneprogrammer gør det muligt at arbejde i lag. Dvs. billedet kan opfattes som et antal gennemsigtige lag lagt oven på hinanden. Hvert lag kan helt eller delvist udfyldes med farver eller farvede objekter. Lagenes gennemsigtighed og blandingstilstand kan justeres, hvorved de øverste lag i varierende grad kan påvirke synligheden af de underliggende lag. Anvendelsen af lag gør det nemmere at eksperimentere med ændringer uden nødvendigvis at ødelægge (overskrive) detaljer i de underliggende lag. Til gengæld kan lag, i hvert fald ved større billeder, stiller store krav til computerens hukommelse – eller medføre at maskinen bruger uforholdsmæssig meget tid på at swappe. 
Indenfor teknisk tegning anvendes lag fx til at inddele en bygning i fx forskellige vægtyper (fx gipsvægge, betonvægge), vinduer, ventilation, trådløsdækning, døre, trapper.

### Masker
En maske er tilknyttet et lag. Ved at udfylde masken med farver fra sort over grå til hvid, kan man bestemme synligheden af de elementer, der findes i det pågældende lag. På den måde kan man bortretouchere en detalje ved at gøre den usynlig via masken. Har man lavet en fejl, kan detaljen helt eller delvis genkaldes ved at rette masken. 

### Justeringslag
Justeringslag gør det muligt at ændre egenskaber som lyshed, kontrast eller farveholdning (og en masse andet) uden rent faktisk at ændre billedet. Ændrer man justeringslaget eller fjerner dette igen, kan man altid vende tilbage til den oprindelige tilstand. Ændringen er ikke-destruktiv. Kombineret med masker kan man begrænse eller dæmpe effekten af justeringen.

## Eksempler
- Paint – det billedredigeringsprogram, der følger med Windows
- Paint.net – et gratis billedredigeringsprogram med betydeligt flere muligheder end Paint
- Gimp – et open source billedredigeringsprogram, der satser på at konkurrere med Photoshop
- Paint Shop Pro – et billigt tegneprogram, der efterhånden har fået meget avancerede muligheder. Oprindeligt fra firmaet JASC, men nu overtaget af Corel. Udmærker sig ved at kunne håndtere et meget stort antal fil-formater
- Photoshop – det professionelle og kostbare tegneprogram, som andre programmer ofte vurderes i forhold til. Det findes også i en skrabet version, Photoshop Elements, til amatører og en udvidet version
- Corel Painter – et program der satser på at efterligne tegning og maling med pen og pensel
- Visio – et program fra Microsoft der er beregnet til at skabe mange former for diagrammer og skemaer
- Dia – et open souce program til diagrammer og skemaer
- Corel Draw – et vektorbaseret tegneprogram med omfattende muligheder
- Affinity Designer – et billigt vektorbaseret tegneprogram fra Serif
- OmniGraffle – et tegneprogram med flere lag til at lave diagrammer og illustrationer til OS X og iDevices. Kan bl.a. importere og eksportere Visio-format i Pro-udgaven.
- Adobe Freehand – et nu forældet vektorbaseret tegneprogram
- Adobe Illustrator – et meget omfangsrigt vektorbaseret tegneprogram